# Ur-Nammu van Ur
Ur-Nammu (2112-2090 v.Chr.) was ensi (vazalvorst) van Ur onder koning Utu-Khegal van Uruk, die zeven jaar eerder een eind gemaakt had aan de heerschappij van de Guti. Ur-Nammu kwam tegen hem in opstand en wist zichzelf tot koning (lugal) van Sumer en Akkad uit te roepen.
Met Ur-Nammu werd de derde dynastie van Ur het nationale en inheemse vorstenhuis van Sumer en Akkad en begon de laatste grote bloeiperiode van de Sumeriërs, die een kleine eeuw zou duren.

## De vereniging van Sumer en Akkad
Hij was een belangrijk gouverneur onder  Utuhegal,  hij kwam tegen hem in opstand en stootte hem van de troon. Hij kreeg al snel te maken met Namhani, de schoonzoon van Ur-Bau van Lagash, die mogelijk met steun van de Guti trachtte Sumer onder zijn gezag te brengen. Hij versloeg Namhani en doodde hem. Het was waarschijnlijk Ur-Nammu die het bevel gaf wraak te nemen op Namhani en diens vrouw Ninhedu door al hun beelden te beroven van hun gelaatstrekken en de inscripties met hun namen. Dit betekende dat de goden niet langer door hen begroet werden en zij dus door de goden vergeten zouden worden
Vervolgens wist hij, getuige inscripties aldaar, onder anderen Erech, Nippur, Adab en Larsa te dwingen zijn gezag te erkennen en begon zelfs zijn gezag tot buiten Sumer uit te breiden. Hiermee werd Ur de dominante stad van Sumer en begon de laatste bloeitijd van de Sumerische cultuur.
Er was waarschijnlijk na het ineenstorten van het Guti-Rijk van Tiriqari en het vrij plotselinge verdwijnen van Utu-Khegal -die door de rivier werd meegesleurd- een machtsvacuüm dat de vorst van Ur snel wist op te vullen. Alleen Kish kwam nog tegen hem in opstand, maar Ur werd door Ur-Nammu tot onbetwiste hoofdstad gemaakt. Hoewel Ur-Nammu's bewind duidelijk de tekenen van nationaal herstel draagt, schijnt hij bewust een tolerant beleid jegens de Semitische Akkadiërs gevolgd te hebben. In zijn tijd waren de eigenlijke Sumeriërs waarschijnlijk al een minderheid in eigen land.

## Zijn bewind
Ur-Nammu is verantwoordelijk voor veel bouwactiviteit. In Ur liet hij de tempels van Nannar, Ningal en Ninegal, de stadsmuren, de grote ziqqurat en het koninklijk paleis bouwen. Ook in Lagash, Eridu, Umma, Larsa en Adab liet hij tempels bouwen en verder herstelde hij het kanalenstelsel dat zo belangrijk was voor de landbouw.
De koning deed ook veel om het land weer veilig te maken van rovers en dieven. Er is lang gedacht dat hij de auteur was van de oudste bundeling van wetten in een wetboek in de geschiedenis, maar die compilatie is waarschijnlijk van zijn zoon Shulgi, door wie hij werd opgevolgd. Ur-Nammu sneuvelde in een onbekende oorlog en 'werd achtergelaten op het slagveld als een gebroken kruik'.
Ur-Nammu regeerde 16 jaar en sneuvelde mogelijk in een gevecht met de Guti die nog geruime tijd trachtten hun invloed over de Sumerische laagvlakte te herstellen. Hij werd opgevolgd door zijn zoon Shulgi.

## Wetgeving
Er is een slecht bewaard gebleven kleitablet van een aantal eeuwen na zijn tijd, waarop fragmenten van de wetgeving van Ur-Nammu zijn overgeleverd. Op de achterkant wordt beschreven hoe ooit Ur door de goden was toegewezen aan de maangod Nanna. Het was door diens toedoen dat Ur-Nammu koning geworden was en begonnen was aan het nationale herstel van de stad en het land Sumer. Ur-Nammu standaardiseerde maten en gewichten en beschermde weduwen, wezen en onvermogenden. Op de voorkant zijn nog een aantal wetten te lezen, waarbij opvalt dat strafzaken eerder met boetes dan door oog-om-oog beslecht werden.